# Флаг Аксая
Флаг муниципальное образование «Акса́йское городское поселение» Аксайского района Ростовской области Российской Федерации.
Флаг утверждён 16 июня 2004 года как флаг города Аксая — административного центра муниципального образования «Аксайский район». После муниципальной реформы, было образовано муниципальное образование «Аксайское городское поселение» с единственным населённым пунктом — город Аксай.
Герб и флаг города Аксая — опознавательно-правовые знаки, составленные и употребляемые в соответствии с геральдическими (гербоведческими) и вексиллологическими (флаговедческими) правилами, являющиеся официальными символами города Аксая, которые учреждаются Собранием депутатов Аксайского района для города Аксая как административного центра Аксайского района.
Герб и флаг города Аксая являются символами единства и достоинства сообщества равноправных горожан, проживающих на его территории, особого исторического и административного значения города как административного центра Аксайского района, а также прав администрации города Аксая как территориального органа местного самоуправления Аксайского района.

## Описание
Флаг города Аксая представляет собой полотнище красного цвета, ширина и длина которого соотносятся как 2:3; в центре полотнища — композиция из герба города, воспроизведённая полностью: жёлтые шашка и копье (с кистью у наконечника), продетые сквозь белое зубчатое, о четырёх спицах, колесо, сопровождённое двумя рыбами накрест: белой и поверх неё жёлтой, обращённой головой к древку. Все контуры и линии прорисовки эмблем на полотнище — пурпурные (бордового цвета).

Оборотная сторона флага является зеркальным отображением его лицевой стороны.